# Deutsches Tagebucharchiv

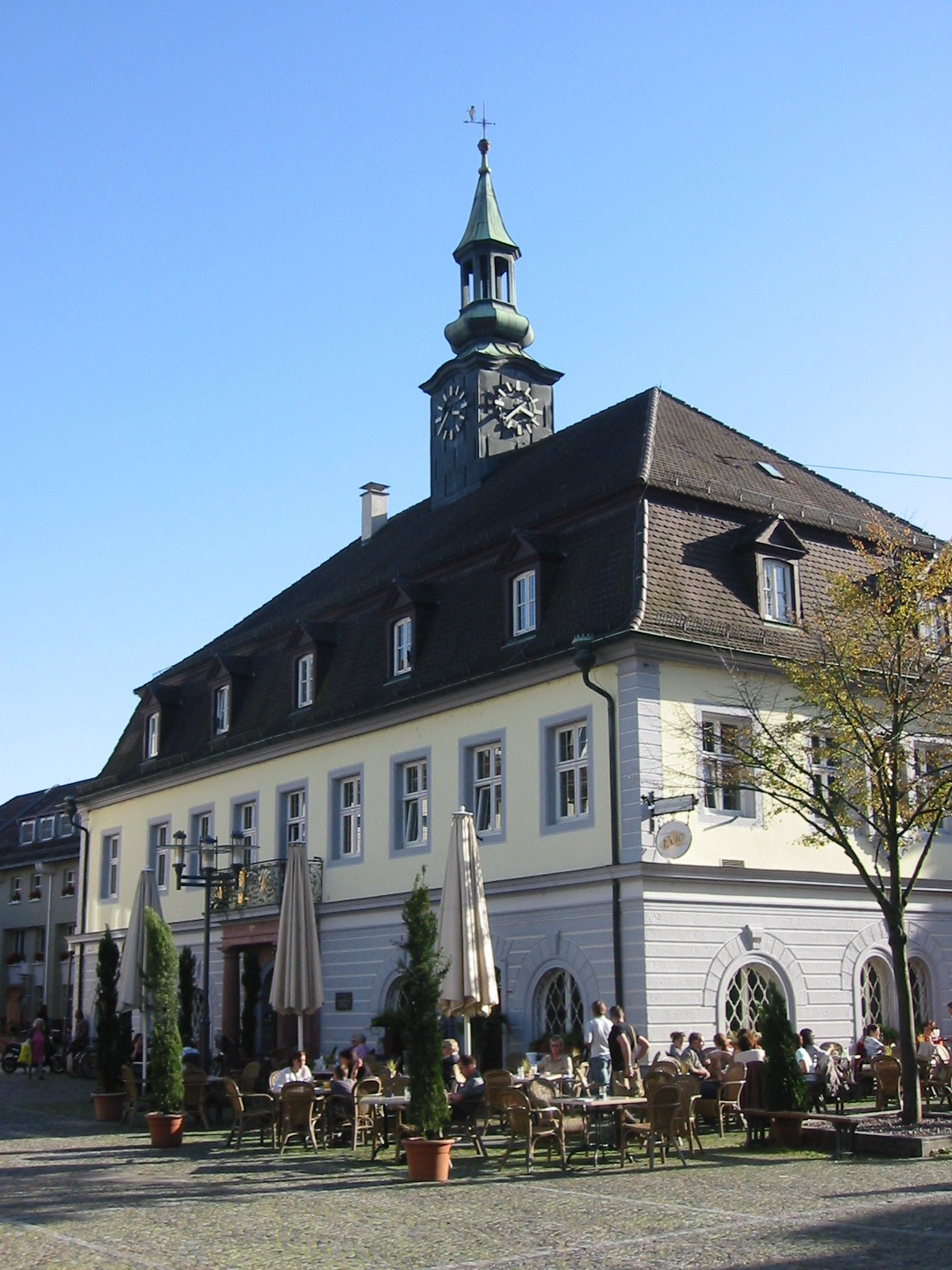
Antiguo ayuntamiento de Emmendingen con archivo de diario alemán.

El Deutsches Tagebucharchiv (traducido: archivo alemán de diarios) existe desde hace 1998 en Emmendingen, Baden-Wurtemberg, Alemania. Está situado en el viejo ayuntamiento de esta ciudad. Es la única institución de este tipo en Alemania. Se archivan los diarios íntimos, cartas personales y memorias de cualquier persona. Cada uno puede entregar documentos personales de este tipo. No importa de que época son, del presente o del pasado más o menos lejano. Son coleccionados, leídos, archivados y registrados en una base de datos.

## Enlaces
- Sitio web del Deutsches Tagebucharchiv
- Presseurop: Las memorias de un tal...
- Red de Archivos e Investigadores de la Escritura Popular: La memoria activada, página 87, segundo párrafo

- Datos: Q1206030
- Multimedia: Deutsches Tagebucharchiv / Q1206030